# 行政院洗錢防制辦公室
行政院洗錢防制辦公室，簡稱洗防辦、AMLO，是中華民國行政院所屬的一個任務編組，2017年3月16日成立，統籌並推動全國洗錢防制業務，主任由法務部政務次長兼任。

## 歷史
2017年3月16日，為因應2018年亞太防制洗錢組織（APG）第三輪相互評鑑，行政院於國防部文化營區5樓成立院級單位「洗錢防制辦公室」，期望透過專責辦公室之方式，培訓中央部會人員，推動APG第三輪相互評鑑籌備工作之進行；法務部政務次長陳明堂表示，防制洗錢會兼顧經濟發展活絡，不會無限上綱。
行政院洗錢防制辦公室成立時，由行政院政務委員直接督導，主任由法務部政務次長陳明堂兼任，成員借調自法務部、金融監督管理委員會、經濟部、財政部、中央銀行、內政部警政署、法務部調查局、法務部行政執行署等部會，並借調台灣集中保管結算所、彰化銀行及華南銀行等私部門人員，共同推動APG第三輪相互評鑑工作。行政院洗錢防制辦公室吉祥物為「洗防寶寶」，身體由淺黃色鎖頭、淺綠色鈔票、淺紅色四肢與白色手套組成。
2017年11月22日，行政院洗錢防制辦公室舉辦「洗錢防制誓師大會」，金融監督管理委員會主任委員顧立雄、行政院副院長施俊吉、法務部部長邱太三、行政院院長賴清德、行政院洗錢防制辦公室廣告代言人謝震武、行政院政務委員羅秉成、行政院發言人徐國勇一起舉行啟動儀式，法務部政務次長兼行政院洗錢防制辦公室主任蔡碧仲出席並謝震武合影。
2018年5月3日，行政院洗錢防制辦公室舉辦《國家洗錢及資恐風險評估報告》發表會，發表人為邱太三。
2019年11月29、30日，行政院洗錢防制辦公室於第二屆臺北金融科技展政府主題館擺設專區，請出洗防寶寶與中華職棒退役明星選手彭政閔聯手宣導洗錢防制。

## 組織架構
- 主任
- 執行秘書
- 組長
- 政策組
- 實務組

## 任務
《行政院洗錢防制辦公室設置要點》第2條規定，行政院洗錢防制辦公室之任務如下：
- 統籌全國洗錢防制與打擊資助恐怖主義（資恐）政策及執行策略。
- 執行全國洗錢防制及打擊資恐風險評估。
- 督導統籌亞太防制洗錢組織第三輪相互評鑑國家報告、現地評鑑及對外協調事宜。
- 督導各政府機關/機構、私法人、團體或機構進行機構風險評估。
- 推動洗錢防制與打擊資恐國內外宣導及教育訓練。
- 參與亞太防制洗錢組織年會並舉辦相關會議。
- 其他與全國洗錢防制、打擊資恐及亞太防制洗錢組織第三輪相互評鑑相關事宜。

## 外部連結
- 行政院洗錢防制辦公室 （页面存档备份，存于）